# Gave
En gave er en genstand eller et pengebeløb, som gives væk uden at der skal gives en modydelse. Herved forstås en disposition, som medfører en formueforskydning fra giveren til modtageren, og at dette sker som et udslag af gavmildhed.
I mange kulturer er det at give gaver en vigtig begivenhed, og det er giveren, der høster social prestige. I Danmark skal gaver efter aftaleloven accepteres for at være gyldige.

## Historie
En gave var tidligt en overførsel af anerkendelse og ære. Der er mange eksempler på det i de nordiske sagaer, men det er såmænd det samme, når en ven giver "en omgang". Det bliver taget meget ilde op, hvis nogen vil undgå den æresgæld, gaven pålægger ham. Løsningen er: giv en omgang straks – eller senere.
Marcel Mauss har  formuleret tre regler om gaver, som har gyldighed på tværs af kultur og tid:
1. Du skal give gaver. Gavegivningen forstærker den indbyrdes sammenhæng mennesker imellem.
2. Gaver skal modtages. Det vil alle steder opfattes som en fornærmelse at afvise en gave.
3. Du skal gengælde en gave. Modtageren er – indtil gave er gengældt – i en underordnet position i forhold til giveren[2].

## Gaver i kristendommen
Det at overrække og modtage en gave var tidligt en måde at knytte kontakter på. Udtrykket do ut des (= "jeg giver for at du skal give") stammer fra Romerretten. Det ses på danske kalkmalerier af De hellige tre Konger: I Matthæusevangeliet (2, 2-12) står, at vise mænd kom til Jesusbarnet for at hylde det. I middelalderens feudale tankegang indebar gavegivningen og -modtagelsen en forpligtelse.
I Fjenneslev Kirke ses øverst på triumfvæggen Vismændenes gaveoverrækkelse (malet ca. 1120-30). De tre knæler ærbødigt (se De hellige tre Konger). Neden under ses kirkebyggerne og maleriernes stiftere, Asser Rig og fru Inge, i færd med at overrække Fjenneslev kirke til Vorherre, hvis velsignende hånd viser hans accept af gaven. Det sjællandske stormandspar knæler ikke. Donationen er en kontrakt blandt ligemænd.
I Västra Sallerup Kirke er mellem 1434 og 1452 gengivet medlemmer af adelsslægterne Sparre og Thott sammen med De hellige tre Konger.
På en altertavle i Nationalmuseet ses kong Hans og Christian II som to af de konger, der giver gaver til Jesus. Til gengæld har forventet Vorherres velsignelse.